# Калифорнийска боа
Калифорнийските бои (Lichanura trivirgata) са вид влечуги от семейство Боидни (Boidae).
Разпространени са в югозападната част на Съединените американски щати и в северно Мексико. Достигат до 112 сантиметра на дължина.
Таксонът е описан за пръв път от Едуард Дринкър Коуп през 1861 година.